# Épire antique

L'Épire durant l'Antiquité.

L’Épire antique est un ancien royaume de Grèce antique situé dans la région géographique de l'Épire, au nord-ouest de la Grèce et du sud de l'Albanie actuelles. L'Épire est bordée par l'Étolie au sud, la Thessalie, la Macédoine à l'est et les tribus illyriennes au nord.
Les différentes tribus épirotes sont réunies dans une confédération dirigée depuis 470 av. J.-C. par la dynastie des Éacides de la tribu des Molosses. Pyrrhus fait de l'Épire un État puissant du monde hellénistique, livrant une guerre en Italie contre les Romains entre 280 et 275 av. J.-C. Le royaume prend fin en 232 av. J.-C. avec la mort de Deidamie, dernière représentante de la dynastie des Éacides. La confédération des Épirotes est remplacée par une république dirigée par un stratège annuel. La région passe progressivement dans l'orbite romaine, jusqu'à son incorporation à la province romaine de Macédoine en 146 av. J.-C.

## Histoire

### Préhistoire et Antiquité
L'Épire est occupée depuis au moins le Néolithique par des marins (le long de la côte) ainsi que par des chasseurs et des bergers (à l'intérieur des terres) qui ont apporté avec eux la langue grecque. Ces peuples néolithiques enterrent leurs dirigeants dans de grands tumulus contenant des tombes à puits similaires à celles construites par les Mycéniens. En raison des similitudes des rituelles, un lien ancestral est possible entre les Épirotes et les Mycéniens. Un certain nombre de vestiges mycéniens ont également été découverts, sur les sites religieux antiques les plus importants de la région, notamment au Nécromantéion de l'Achéron (sur la rivière Achéron ) et à l'Oracle de Zeus à Dodone,. L'Épire a également des contacts étroits avec d'autres régions de la Grèce antique, dont la Macédoine, la Thessalie, l'Étolie et l'Acarnanie.
Selon une tradition historique remontant à Hérodote, les Doriens  ont migré principalement vers le Péloponnèse depuis l'Épire et la Macédoine vers 1100-1000 av. J.-C., bien que les raisons de leur migration soient inconnues. Au début du Ier millénaire av. J.-C., trois principaux groupes de tribus de langue grecque émergent en Épire. Il s'agit des Chaoniens au nord-ouest, des Molosses au centre et des Thesprotes au sud. Chacun de ces peuples a donné son nom à la région dans laquelle il s'est établi (Chaonie, Molossie, Thesprotie) ; il n'existe donc pas de nom unique pour l'ensemble de la région à l'époque.
Le toponyme grec Épire (Ήπειρος), signifiant « continent », apparaît pour la première fois dans les travaux d'Hécatée de Milet au VIe siècle av. J.-C. Bien qu'il ne soit pas un nom d'origine épirote, il a ensuite été adopté par les habitants de la région.

### Expansion des Molosses (470-330av. J.-C.)
La dynastie molosse des Éacides est parvenue à créer le premier État centralisé d'Épire à partir de 370 av. J.-C. en élargissant son territoire aux dépens des tribus rivales. Les Éacides s'allient au royaume de Macédoine, de plus en plus puissant, notamment face à la menace des raids illyriens dont certains tribus s'installent au nord de l’Épire. En 359, la princesse molosse Olympias, nièce d'Arybbas, épouse le roi Philippe II de Macédoine ; elle est la mère d'Alexandre le Grand. À la mort d'Arybbas, Alexandre le Molosse, oncle d'Alexandre, lui succède comme roi d'Épire.
En 334, au moment où Alexandre le Grand débarque en Asie, Alexandre le Molosse mène une expédition dans le sud de l'Italie pour soutenir les cités grecques de la Grande Grèce contre les tribus italiques voisines et les Romains. Après quelques succès sur le champ de bataille, il est vaincu par une coalition de tribus italiques à la bataille de Pandosie en 331.

### Royaume d'Épire (330-231av. J.-C.)

Campagnes de Pyrrhus en Italie.

En 330 av. J.-C., à la mort d'Alexandre le Molosse, le terme « Épire » apparaît pour la première fois  dans les archives grecques anciennes, sous la dynastie Molosse. Par la suite, les monnaies des trois principaux groupes tribaux épirotes prennent fin et une nouvelle monnaie est émise avec la légende Epirotes. Après la mort d'Alexandre Ier, Éacide d'Épire lui succède, rejoint la cause d'Olympias contre Cassandre, mais est détrôné en 313 av.
Pyrrhus, le fils d'Éacide, monte sur le trône en 295. Pyrrhus, étant un général habile, est encouragé à aider les Grecs de Tarente et lance une offensive majeure dans la péninsule italienne et en Sicile. En raison de ses capacités martiales supérieures, l’armée épirote bat les Romains lors de la bataille d'Héraclée (280). Par la suite, les forces de Pyrrhus atteignent presque la périphérie de Rome, mais dut battre en retraite afin d'éviter un affrontement inégal avec une armée romaine plus nombreuse. L'année suivante, Pyrrhus envahit les Pouilles (279) et affronte les romains lors de la bataille d'Asculum durant laquelle les Épirotes remportent la victoire éponyme à la Pyrrhus, au prix d'un lourd tribut. En 277 av. J.-C., Pyrrhus s'empare de la forteresse carthaginoise du mont Éryx, en Sicile. Cela incite le reste des villes carthaginoises à se coaliser contre Pyrrhus. Pendant ce temps, il commence à adopter un comportement despotique envers les Grecs siciliens et bientôt l'opinion sicilienne se  montre hostile envers lui. Bien qu'il ait vaincu les Carthaginois au combat, il fut contraint d'abandonner la Sicile. La campagne italienne de Pyrrhus prend fin après la bataille de Bénéventum en 275. Ayant perdu la grande majorité de son armée, il décide de retourner en Épire, ce qui aboutit finalement à la perte de toutes ses possessions italiennes. En raison de ses victoires coûteuses, le terme « victoire à la Pyrrhus » est souvent utilisé pour désigner une victoire au coût dévastateur pour le vainqueur.

### Ligue épirote

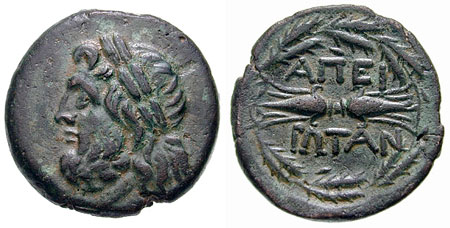
Monnaie de la Ligue épirote représentant Zeus (à gauche) et un éclair (à droite).

En 233 av. J.-C., le dernier membre survivant de la maison royale Éacide, Deidamia, est assassiné. Sa mort provoque l'extinction brutale de la famille royale épirote et une république fédérale est créée, bien qu'avec un territoire diminué, puisque l'Acarnanie occidentale a déclaré son indépendance et que les Étoliens ont conquis Ambracie, Amphilochie et les terres restantes au nord du golfe Ambracique. La nouvelle capitale épirote est donc établie à Phœnicè, le centre politique des Chaoniens. Les raisons de la chute rapide de la dynastie des Éacides sont complexes. La pression étolienne a joué un grand rôle ainsi que l'alliance avec la Macédoine qui a été impopulaire ; à cela s'ajoute des tensions sociales. Cependant, l'Épire reste une puissance substantielle, unifiée sous les auspices de la Ligue épirote en tant qu'État fédéral doté de son propre parlement (ou synedrion ).
Au cours des années suivantes, l'Épire est confrontée à la menace croissante de la République romaine expansionniste, qui mène une série de guerres contre la Macédoine. La Ligue est restée neutre lors des deux premières guerres macédoniennes, mais s'est divisée lors de la troisième guerre macédonienne (171-168), les Molossiens se rangeant du côté des Macédoniens et les Chaoniens et Thesprotiens du côté de Rome. L'issue est désastreuse pour l'Épire ; La Molossie tombe aux mains de Rome en 167 av. J.-C. et 150 000 de ses habitants sont réduits en esclavage.

## Organisation politique

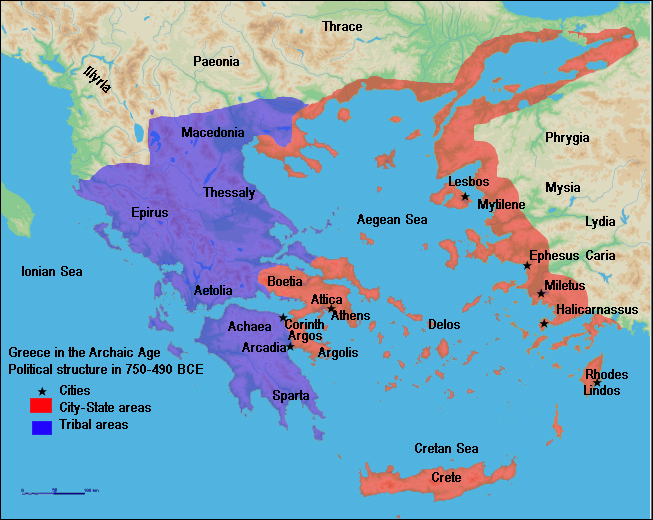
Structure politique du monde grec antique (av. J.-C.).

Au cours de l'âge du bronze récent, l’Épire a été colonisée par les mêmes tribus proto-grecques qui ont migré vers le reste de la Grèce. Contrairement à la plupart des autres Grecs de l'époque, qui vivent dans ou autour des cités-États, les Épirotes vivent dans de petits villages et leur mode de vie est étranger à celui des polis des Grecs du sud. Leur région se situe aux confins du monde grec et est loin d’être paisible ; pendant de nombreux siècles, elle est restée une zone de conflit disputée avec les peuples illyriens de la côte adriatique et de l'intérieur des terres.
L'Épire possède une rôle religieux important en raison de la présence du sanctuaire et de l'oracle de Dodone qui est considéré comme l'oracle le plus célèbre après celui de Delphes et l'un des plus anciens du monde grec. Plutarque écrit une histoire qui lui est liée, selon laquelle le roi molosse Tharypas a été le premier de sa dynastie à devenir célèbre, en organisant ses villes selon un système de coutumes, de règles et de règlements grecs. Il est probablement responsable des premiers décrets connus de l'État molosse en 370-368 av. J.-C. sous le règne de son petit-fils Néoptolème. Cependant, les institutions sont nées beaucoup plus tôt et le dialecte dans lequel elles sont écrites n'est pas, comme on l'a cru, le dorien des colonies corinthiennes, mais un dialecte grec du nord-ouest avec plusieurs caractéristiques distinctives le rapprochant du thessalien et du macédonien,.

## Culture et appartenance au monde grec
Depuis au moins l'époque classique les Épirotes parlent un dialecte grec du nord-ouest, l'épirote, différent du dorien des colonies grecques des îles Ioniennes et apparenté au thessalien et au macédonien. Ce dialecte est porteur de noms principalement grecs, comme en témoignent l'épigraphie et les preuves littéraires.
Nicholas Hammond soutient que la principale structure sociale des Épirotes est la tribu (ethnè) et qu'ils parlent un dialecte grec occidental. Tom Winnifrith (1983) soutient que les Épirotes sont devenus culturellement plus étroitement liés au reste du monde grec au cours des siècles qui ont précédé la conquête romaine de la région (IIIe – IIe siècle av. J.-C.), tandis que le processus d'hellénisation s'est poursuivi même après la conquête. En tant que tels, leurs dirigeants revendiquent une origine grecque. D'anciens liens généalogiques à travers les récits sur les voyages de retour des héros achéens de Troie  (ou Nostoi) et d'autres mythes grecs relient fortement l'Épire au reste de la Grèces. La langue parlé par les Épirotes est considérée comme un dialecte grec primitif du nord-ouest, mais il ne fait aucun doute qu'il s'agit du grec. Le mode de vie en Épire est plus archaïque que celui des colonies corinthiennes et corcyriennes de la côte.
Des auteurs anciens tels qu'Hérodote Denys d'Halicarnasse, Pausanias et Eutrope, décrivent les Épirotes comme étant des Grecs. Mais l'historien athénien du Ve siècle av. J.-C., Thucydide, les décrit comme étant des « barbares » dans La Guerre du Péloponnèse, tout comme Strabon dans la Géographie. Simon Hornblower interprète les commentaires vagues, et parfois même antithétiques, de Thucydide sur les Épirotes comme impliquant qu'ils ne sont ni complètement « barbares » ni complètement grecs, mais apparentés à ces derniers. Thucydide témoigne de vues similaires sur les Étoliens et les Acarnaniens voisins, même si les preuves ne laissent aucun doute sur leur origine grecque. Le terme « barbare » peut avoir désigné non seulement des populations clairement non grecques, mais aussi des populations grecques en marge du monde grec avec des dialectes particuliers et ne vivant pas en cité. Les historiens et géographes anciens n'ont pas suivi les méthodes scientifiques des linguistes modernes, qui enregistrent en détail le discours des groupes qu'elles étudient ; leurs informations sont basées, plus rarement sur des expériences personnelles, et le plus souvent sur les impressions de chacun de leurs informateurs, qui n'ont en général ni formation philologique ni intérêts particulièrement linguistiques. Une source bien plus fiable sur les opinions des Grecs est la liste des envoyés sacrés (membres de la famille dirigeante de chaque tribu ou sous-tribu à Épidaure, qui comprend les Épirotes. La liste qui a été dressée en 360 av. J.-C. et comprend les envoyés sacrés  des Molosses, des Cassopéens, des Chaoniens et des Thesprotes.
En termes de religion, les Épirotes vénèrent les mêmes divinités olympiennes que le reste des Grecs. Aucune trace de divinités non-grecques n'a été trouvée jusqu'à l'époque hellénistique qui a vu l'introduction des divinités orientales dans le monde grec. Leur divinité suprême est Zeus et l'oracle de Dodone qui se trouve dans le pays des Molosses attire des pèlerins en provenance de tout le monde grec. Comme le reste des Épirotes, les Molosses figurent dans les catalogues théore où seuls les Grecs sont autorisés à participer aux jeux et festivals panhelléniques. Aristote considère la région autour de Dodone comme faisant partie de la Hellas et de la région d'origine des Hellènes. Plutarque mentionne un élément culturel intéressant des Épirotes concernant le héros grec Achille. Dans sa biographie du roi Pyrrhus, il déclare qu'Achille « avait un statut divin en Épire et dans le dialecte local, il était appelé Aspetos » (ce qui signifie « indicible » ou « indiciblement grand » en grec homérique ),.